# Негга, Рут
Рут Не́гга (англ. Ruth Negga; род. 7 января 1982, Аддис-Абеба, Эфиопия) — ирландская актриса ирландо-эфиопского происхождения. Номинантка на премию «Оскар».

## Ранняя жизнь
Негга родилась в городе Аддис-Абеба, Эфиопия, в 1982 году.

## Карьера
В начале двухтысячных начала свою карьеру на театральной сцене Лондона, а в 2003 году номинировалась на премию Лоренса Оливье за лучший дебют. С тех пор она появилась в нескольких ирландских кинофильмах, а также регулярно работала в телевизионных драмах, в том числе и сыграла Ширли Бэсси в телефильме «Ширли» (2011), за которую получила премию Ирландской академии кино и телевидения.
В 2013 году Негга перебралась в США, где дебютировала в сериале ABC «Агенты „Щ. И. Т.“». В 2016 году она начала сниматься на регулярной основе в сериале AMC «Проповедник». Между ними у неё были небольшие роли в фильмах «Война миров Z», «Джими Хендрикс» и «Варкрафт».
В 2016 году Негга исполнила главную роль в кинофильме «Лавинг», основанном на реальной истории «Лавинг против Виргинии». За свою роль она получила признание критиков, и была номинирована на многочисленные награды, включая «Оскар» за лучшую женскую роль.

## Личная жизнь
С 2010 года Негга встречалась с актёром Домиником Купером. В апреле 2018 года, по сообщениям прессы, пара рассталась.

## Фильмография

### Кино
| Год  | Название на русском  | Название на английском                  | Роль           | Примечания                                                               |
| ---- | -------------------- | --------------------------------------- | -------------- | ------------------------------------------------------------------------ |
| 2004 |                      | Capital Letters                         | Тайво          |                                                                          |
| 2005 |                      | Stars                                   | Софи           | Короткометражный фильм                                                   |
| 2005 |                      | 3-Minute 4-Play                         | Женщина        | Короткометражный фильм                                                   |
| 2005 | Завтрак на Плутоне   | Breakfast on Pluto                      | Чарли          | Номинация — IFTA Award за лучшую женскую роль второго плана в кинофильме |
| 2005 | Изоляция             | Isolation                               | Мэри           | Номинация — IFTA Award за лучшую женскую роль в кинофильме               |
| 2005 | Быть Стэнли Кубриком | Colour Me Kubrick                       | Лолита         | Не указана в титрах                                                      |
| 2006 |                      | The Four Horsemen                       | Женщина        | Короткометражный фильм                                                   |
| 2009 |                      | Corduroy                                | Тесс           | Короткометражный фильм                                                   |
| 2010 |                      | Bleach                                  | Энн            | Короткометражный фильм                                                   |
| 2011 |                      | Hello Carter                            | Доктор         | Короткометражный фильм                                                   |
| 2012 | Самаритянин          | The Samaritan                           | Ирис           |                                                                          |
| 2013 |                      | Things He Never Said                    | Рэйчел         | Короткометражный фильм                                                   |
| 2013 | Война миров Z        | World War Z                             | Доктор W.H.O.  |                                                                          |
| 2013 | 12 лет рабства       | 12 Years a Slave                        | Селеста        | Не указана в титрах                                                      |
| 2013 | Джими Хендрикс       | All Is by My Side                       | Ида            |                                                                          |
| 2014 |                      | Una Vida: A Fable of Music and the Mind | Джессика       |                                                                          |
| 2014 | Нобл                 | Noble                                   | Джоан          |                                                                          |
| 2016 | Варкрафт             | Warcraft                                | Леди Тарья     |                                                                          |
| 2016 | Лавинг               | Loving                                  | Милдред Лавинг |                                                                          |
| 2019 | К звёздам            | Ad Astra                                | Хелен Лантос   |                                                                          |
| 2021 | Идентичность         | Passing                                 | Клэр Беллью    |                                                                          |

### Телевидение
| Год       | Название на русском     | Название на английском          | Роль           | Примечания                                                                             |
| --------- | ----------------------- | ------------------------------- | -------------- | -------------------------------------------------------------------------------------- |
| 2004      | Врачи                   | Doctors                         | Ванда Харрисон | Эпизод: «The Replacement»                                                              |
| 2004      |                         | Love Is the Drug                | Лиза Ширин     | 4 эпизода                                                                              |
| 2008      | Уголовное правосудие    | Criminal Justice                | Мелани Ллойд   | 5 эпизодов                                                                             |
| 2009      | Секретарши              | Personal Affairs                | Дорис          | 5 эпизодов                                                                             |
| 2010      | Блудные дочери          | Five Daughters                  | Рошель         | 3 эпизода                                                                              |
| 2010      | Плохие                  | Misfits                         | Никки          | 6 эпизодов Номинация — IFTA Award за лучшую женскую роль второго плана на телевидении  |
| 2010      | Рождество               | The Nativity                    | Лия            | 4 эпизода                                                                              |
| 2011      | Ширли                   | Shirley                         | Ширли Бэсси    | Телефильм IFTA Award за лучшую женскую роль на телевидении                             |
| 2010—2011 | Любовь/Ненависть        | Love/Hate                       | Рози           | 8 эпизодов Номинация — IFTA Award за лучшую женскую роль второго плана на телевидении  |
| 2012      | Государственная тайна   | Secret State                    | Агнес Эванс    | 4 эпизода Номинация — IFTA Award за лучшую женскую роль второго плана на телевидении   |
| 2013—2015 | Агенты «Щ.И.Т.»         | Marvel’s Agents of S.H.I.E.L.D. | Рейна          | 17 эпизодов Номинация — IFTA Award за лучшую женскую роль второго плана на телевидении |
| 2016—2018 | Проповедник             | Preacher                        | Тюлип О’Хэйр   | Главная роль                                                                           |
| 2024      | Презумпция невиновности | Presumed Innocent               | Барбара Сабич  | Главная роль                                                                           |